# سیمون کلارک (بازیکن فوتبال اهل انگلستان)
سیمون کلارک (انگلیسی: Simon Clark؛ زادهٔ ۱۲ مارس ۱۹۶۷) بازیکن فوتبال اهل بریتانیا است.
از باشگاه‌هایی که در آن بازی کرده‌است می‌توان به باشگاه فوتبال هولبیچ بونایتد، باشگاه فوتبال پیتربورو یونایتد، باشگاه فوتبال کولچستر یونایتد، باشگاه فوتبال هندون، باشگاه فوتبال لینکولن سیتی، باشگاه فوتبال بوستون تاون، باشگاه فوتبال استیونج، باشگاه فوتبال مالدون و تیپتری، و باشگاه فوتبال لیتون اورینت اشاره کرد.